# JR East 209 sorozat
A JR East 209 sorozat egy könnyű japán villamosmotorvonat-sorozat volt. 1993-ban kezdte el gyártani a JR East. Összesen 1 046 kocsi készült, melyek 6-10 kocsis szerelvényekben közlekedtek. A sorozatot 2010-ben selejtezték.

## Története
A Japán Államvasutak (JNR) 1987-es csődjét követően a vállalat romjain létrehozott új, regionális társaságok különböző eszközöket bevetve próbáltak gazdaságosan üzemelni. Kelet-Japánban (vasútilag idetartozik Tokió is) a JR East-nél azt a stratégiát találták ki, hogy nem vásárolni fogják az elővárosi szerelvényeiket, hanem - felhasználva saját járműjavítók kihasználatlan kapacitásait - kifejlesztenek egy új, könnyű motorvonat-típust, és önellátóak lesznek. Így született meg a 209-es sorozat.
A gyártás helyszínként a JR East saját, Niitsu-i járműjavítóját jelölték ki, ahol a cél a napi 1 kocsi gyártása volt. Mivel egy rendes tokiói városi-elővárosi vasúti szerelvény 10-15 kocsiból áll, kb. 2 hét alatt készült el egy szerelvény, így kiszámolták, hogy mintegy 20 év szükséges a teljes állomány lecseréléséhez. Mivel eleve könnyű motorvonatokban gondolkodtak, a 20 éves ciklus ideálisnak tűnt, hiszen a szokásoshoz képest fele akkora tömegű, fele akkora energiafogyasztású, és fele annyiba kerülő szerelvényeknek az élettartalma is feleakkora, tehát kb. 15-20 év lehet.
Könnyű motorvonatok kifejlesztésével és üzemeltetésével a világ más részein is foglalkoztak, de ezek nem voltak túl sikeres próbálkozások. A JR East viszont úgy gondolta, hogy megéri a könnyű motorvonatokra való átállás. A már sorolt kedvező üzemeltetési tapasztalatok mellett fontos a marketing érték is: minden vonalon max. 20 évente lecserélik a teljes gördülőállományt, és az utasok ezt meghálálják.
2010. január 24-én elbúcsúzott Tokió az első könnyű-motorvonat sorozatától, a 209-estől. Szinte hihetetlen, hogy a még ma is korszerű, 15 éves kocsikat kivonták a forgalomból, pedig ezt eleve így tervezték: ezeknek a járműveknek bizony csak ennyi az élettartamuk.
Helyüket a 209-esek többszörösen is továbbfejlesztett utódja, a JR E233 sorozat vette át, mely szintén egy könnyű motorvonat sorozat.

## Technika
A járművek egyik sajátossága, hogy a 10 kocsis egységek egyik kocsija - 4 helyett - 6 oldalajtóval rendelkezik. Ebben is vannak ülések, csak sokkal kevesebb, és azokat is csak a reggeli csúcsidőszak végeztével lehet lehajtani, addig csak állóhelyek vannak ebben a kocsiban.

## Felhasználásuk
A 209-es motorvonatok az alábbi viszonylatokon jártak selejtezésükig:

### Jelenlegi használat
- Nambu vonal(1993‐)
- Hachikō vonal / Kawagoe vonal(1996‐)
- Chūō-Sōbu vonal(1998‐)
- Jōban vonal(1999‐)
- Keiyō vonal(2009‐)
- Sōbu Main vonal(2009‐)Átállás Keihin-Tōhoku vonal
- Sotobō vonal(2009‐)Átállás Keihin-Tōhoku vonal
- Uchibō vonal(2009‐)Átállás Keihin-Tōhoku vonal
- Narita vonal(2009‐)Átállás Keihin-Tōhoku vonal
- Musashino vonal(2010‐)

### Korábbi felhasználás
- Keihin-Tōhoku vonal / Negishi vonal(1993‐2010)